# シェイク・シャック
シェイク・シャック（英語: Shake Shack）はアメリカ合衆国ニューヨーク州ニューヨークに本社を置くファストカジュアルレストランチェーンである。2000年にマディソン・スクエア公園で始めた屋台が起源。屋台は公園内の売店となりメニューもハンバーガー、ホットドッグ、フライ、ニューヨークスタイルハンバーガー、店名を冠したミルクセーキを追加しニューヨークスタイルハンバーガーに合わせる形を採った。初期はフライドポテトに関する品質管理や苦情といった問題を抱えていたが、店舗拡大に合わせ品質を改善していった。
2014年末に株式公開申請を行い12月29日に証券取引委員会に提出した内容によると、1年以上の間に開店した店舗の売上高の伸びが2012年末時点での7%から9月28日締めの年度までに3%までに鈍化したとされる。

## 歴史

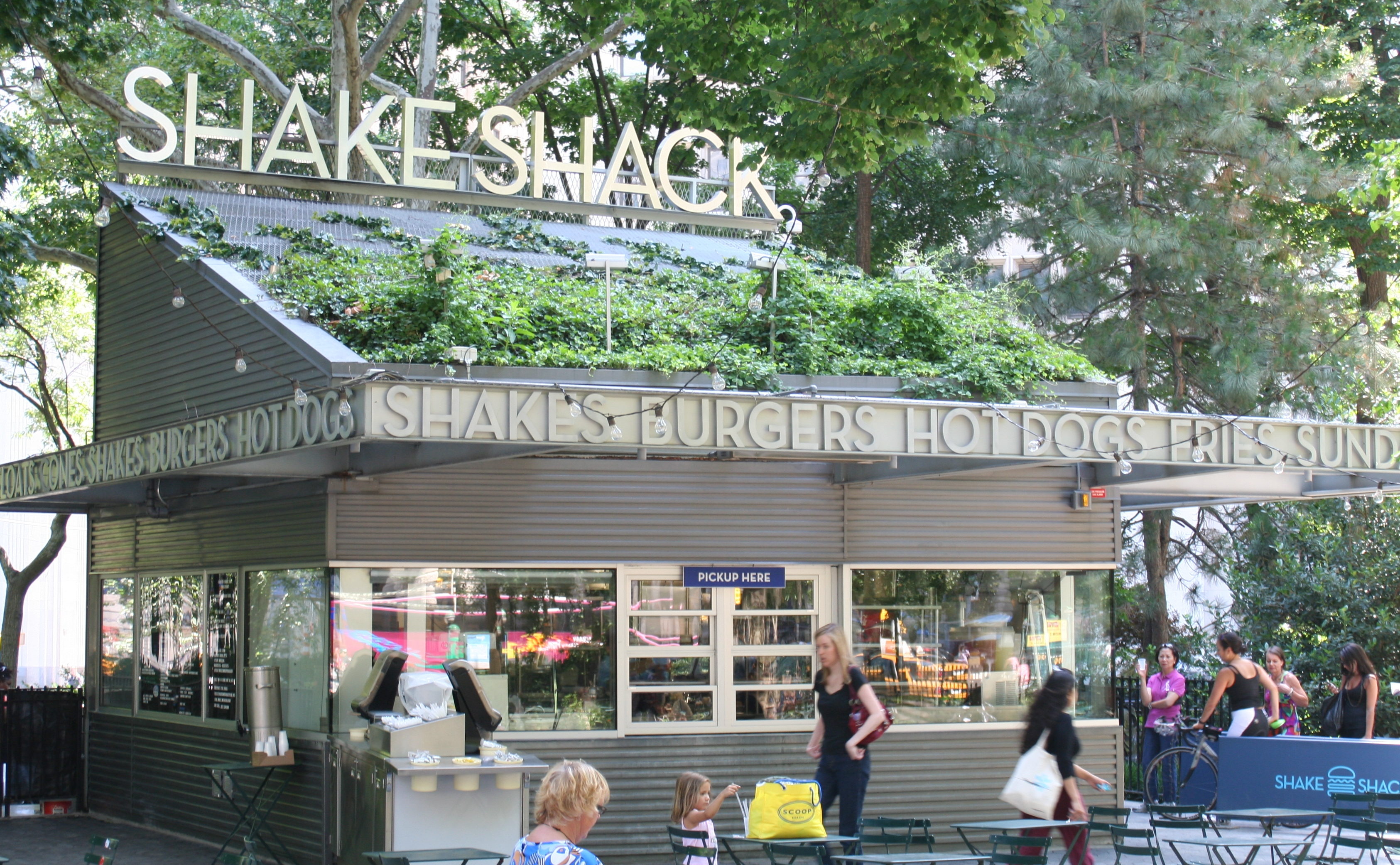
マディソン・スクエア公園にある第一号店

2000年、ニューヨーク市は目的外利用などによって荒廃していたマディソン・スクエア公園の再造成に着手した。再開発の一環として、ユニオン・スクエア・カフェやグラマシー・タバーンなど有名レストランを経営するユダヤ系アメリカ人のダニー・メイアーが再開発への協力としてマディソン・スクエア公園管理委員会の設立に携わった。管理委員会が最初に行ったことの1つに公園を変えることを目標に、公園内に美術展示物を展示することで再生努力の意識を高めようとした。管理委員のランディ・ガルッティはメイヤーのユニオン・スクエア・ホスピタリティ・グループ (USHG)が運営するイレブン・マディソンのキッチンを使ったホットドッグカートを設置した。このカートは大きな成功を収め3年近く営業した。
2004年、市は公園内に新しいキオスク方式レストランを運営するための入札を開始、メイヤーは空き場所など構想した上で7月にシェイク・シャック第一号店を開店した。当初レストランはチェーン化する前提で設計されたわけではなく、ニューヨーク市に特化した単一の店舗として設計した。しかし、第一号店の売上高は伸び続けてこの場所が拡張のための市場になることに気づくことになる。
シェイク・シャックは開業以降、USHGの最大級資産に成長した。400万ドルの平均店舗パフォーマンスはアメリカ合衆国においてマクドナルドの2倍であり、夏期において特に天気の良い週末は1時間以上待ちの行列が出来ることが人気を物語っている。レストランのウェブサイトにあるウェブカメラが行列をリアルタイムに映している。
2015年1月29日、株式公開にあたり1株あたりの公開価格を21ドルにした。1月30日に新規株式公開を行い、ニューヨーク証券取引所に上場（ティッカーシンボルはSHAK）。初日の株価は公開価格から倍以上の45.90ドルに達し、結果1億500万ドルの資金を調達した。

## メニュー

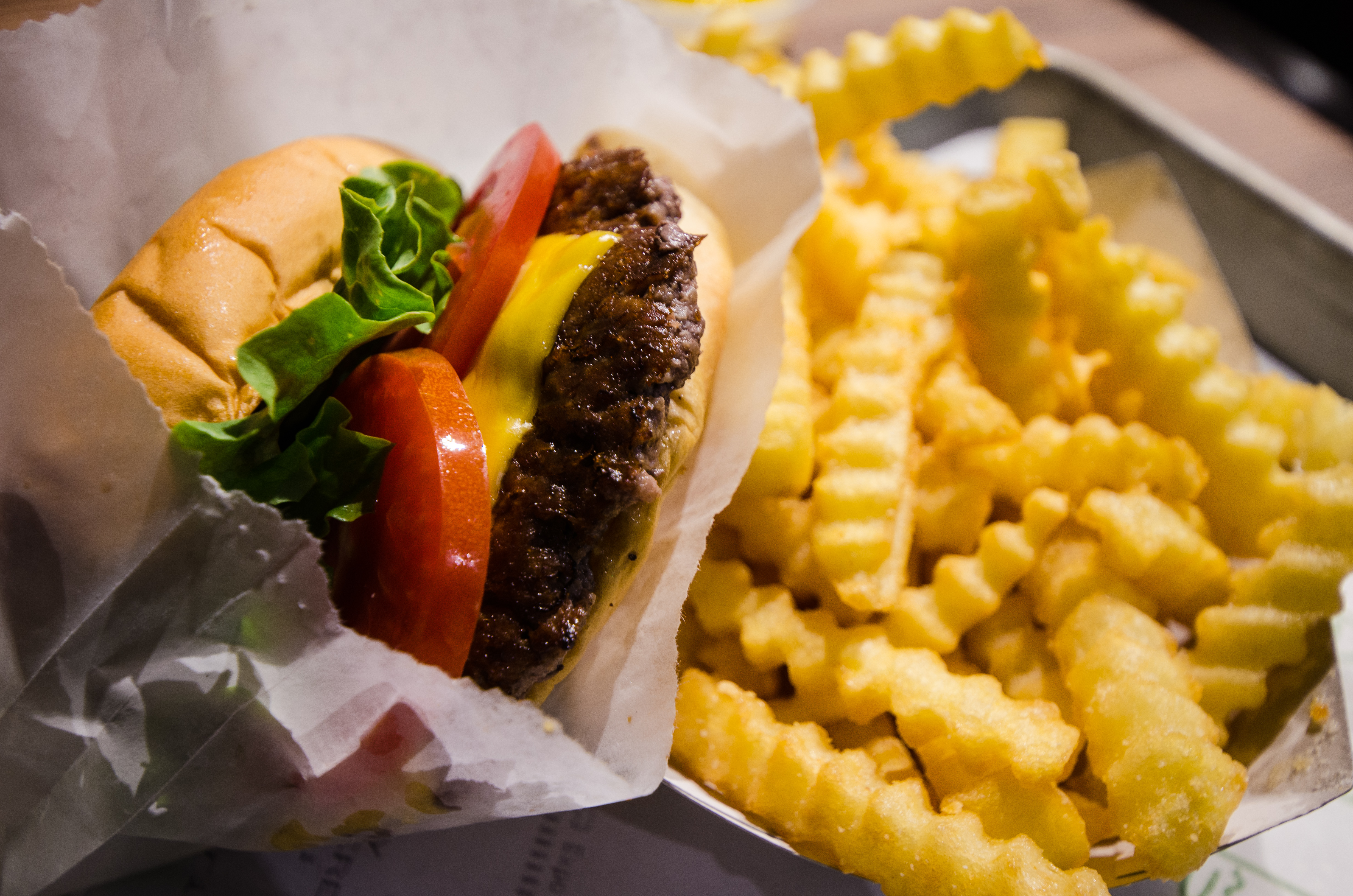
シャック・バーガーとクリンクルカットフライドポテト

シェイク・シャックの名を冠したミルクセーキは業界の中で最高品質の一つと評されている。同社の成長とともに飲料メニューにワインや瓶ビールを追加した。それぞれの新店舗で飲料メニューを地元の味に合わせてる形でアレンジしている。
同社の拡大を始めてから、有名になったハンバーガーはアンガスビーフを原材料にしている。この商品はヒットしたものの、2012年には調理の出来のばらつきが主な問題点として挙げられた。
初め、第一号店の面積が400 sq ft (37 m2)と狭く、他のフライ製品販売方法が許可されない区域だったため冷凍クリンクルカットフライドポテトを使用していた。チェーンが成長するにつれ、ハンバーガーの品質が複数で高い評価を受けたが、フライは他の製品程の品質でないという評価が定着していた。これを受けて2007年、フレッシュカットにしたフライドポテトの新製品を開発した。以降、フライドポテトは店内で仕込みを行い、注文をとったと同時に揚げるようにしている。

## 店舗

### 米国内
2010年、シアター・ディストリクトとアッパー・イースト・サイドに出店した。アッパー・イースト・サイドに出店した最大の理由として厳しい時代の時に凋落した都市型ショッピング地区である東86番通りは復興すると見通しているが、場所があって出店しても近隣住民曰く「良いことはない...薄汚く荒廃していて...目障りな場合が多い」という。
2011年7月、メトロポリタン・トランスポーテーション・オーソリティとの契約が成立し、グランド・セントラル駅の地下階に出店することが決まった。しかし、このプロジェクトはテナントがいっぱいでシェイク・シャックが出店する余地が出てこないことで遅延し、メキシコ料理店のソカロ(Zócalo)は賃貸契約終了後の退去を拒否し「入札過程（駅の商業スペース）に不正が有る」という理由で訴訟を起こした。この訴訟は却下されたもののソカロは控訴、しかし2012年10月にソカロは連邦倒産法第11章を申請した。2013年5月初めにソカロが退去し、シェイク・シャックは10月5日にビジネスパーソン向けの店舗を出店した。
2010年、マイアミビーチの近郊地域であるサウスビーチにニューヨーク市外初の出店を果たした。2014年8月までに、ワシントンD.C.、ニュージャージー州、ラスベガス（2014年12月現在）、コネチカット州、ペンシルベニア州、フロリダ州、ジョージア州、マサチューセッツ州、ニューヨーク州に出店している。

### 米国外
アメリカ合衆国外ではロンドン、イスタンブール、モスクワ、ベイルート、ドバイ、アブダビ、ドーハ、クゥエート市、バンコクといった都市に出店している。

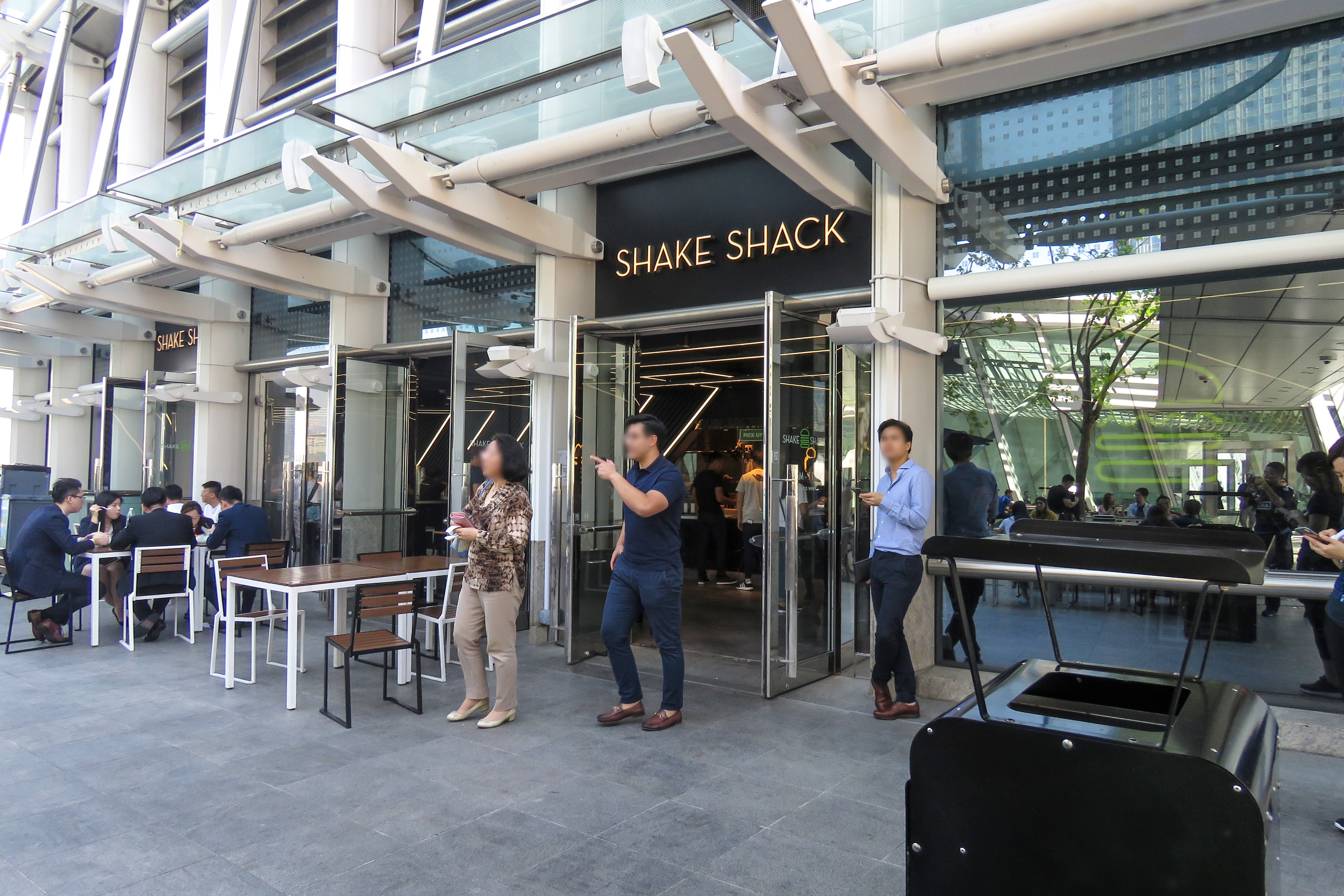
香港ifc店（2018年10月5日撮影）
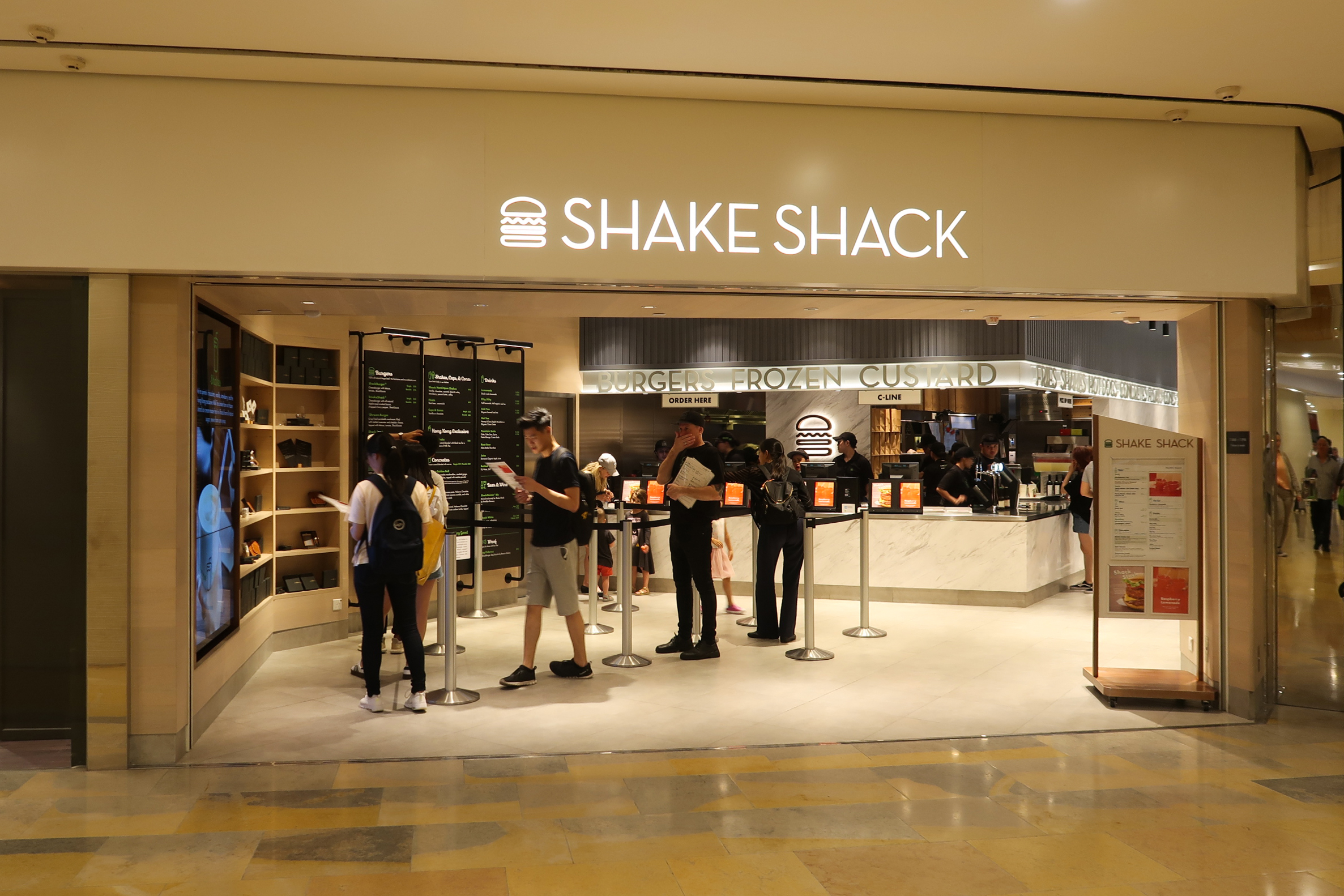
香港太古広場（中国語版）店（2019年4月28日撮影）
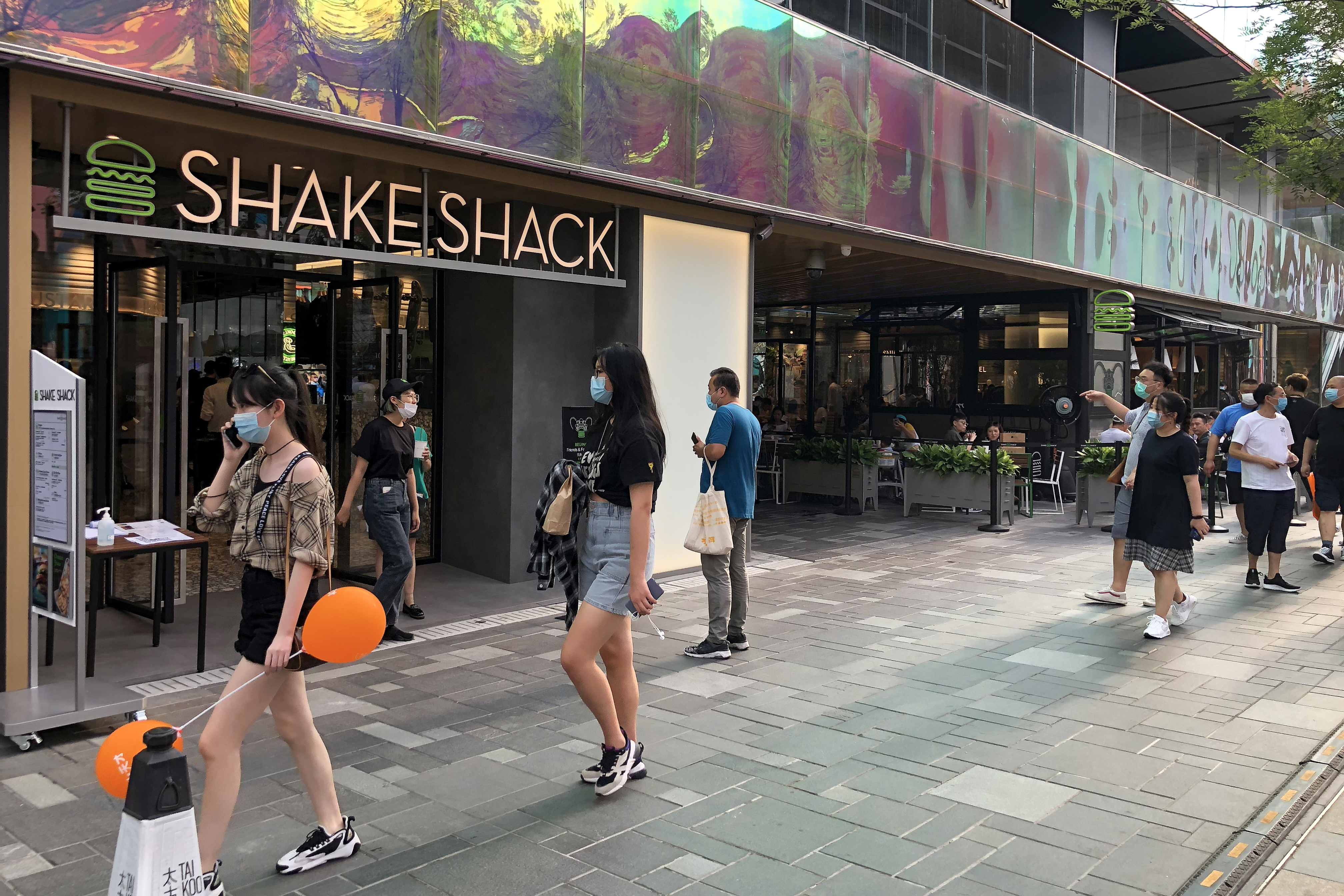
北京三里屯太古里（中国語版）店（2020年8月8日撮影）

### 日本
日本ではサザビーリーグと組み、2015年11月13日に東京で1号店を明治神宮外苑内に開業した。2016年4月15日には、アトレ恵比寿西館に2号店をオープンした。
2018年6月には関西1号店の「梅田阪神店」をオープン。2025年現在、国内では15店舗を運営している。

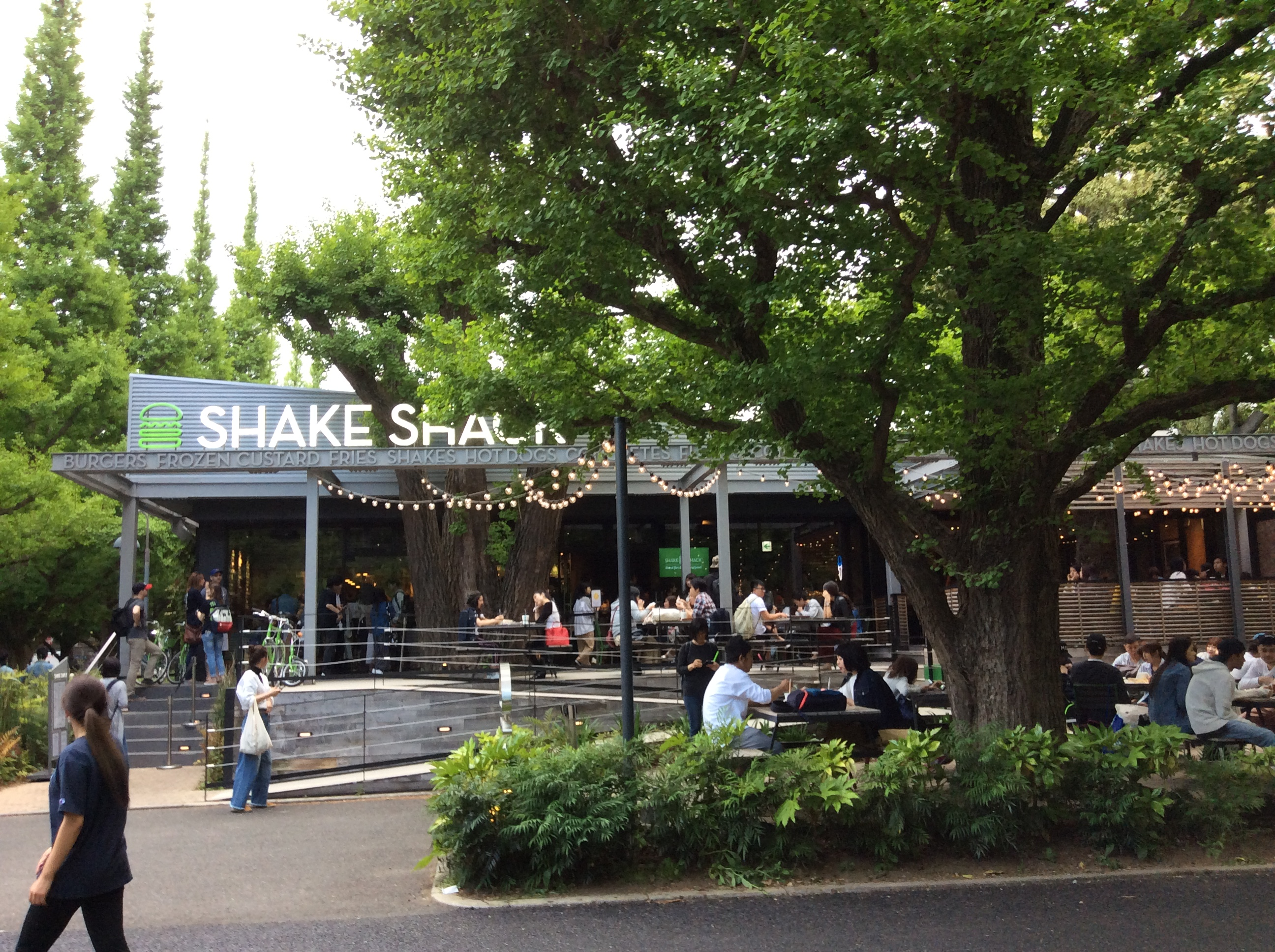
外苑いちょう並木店
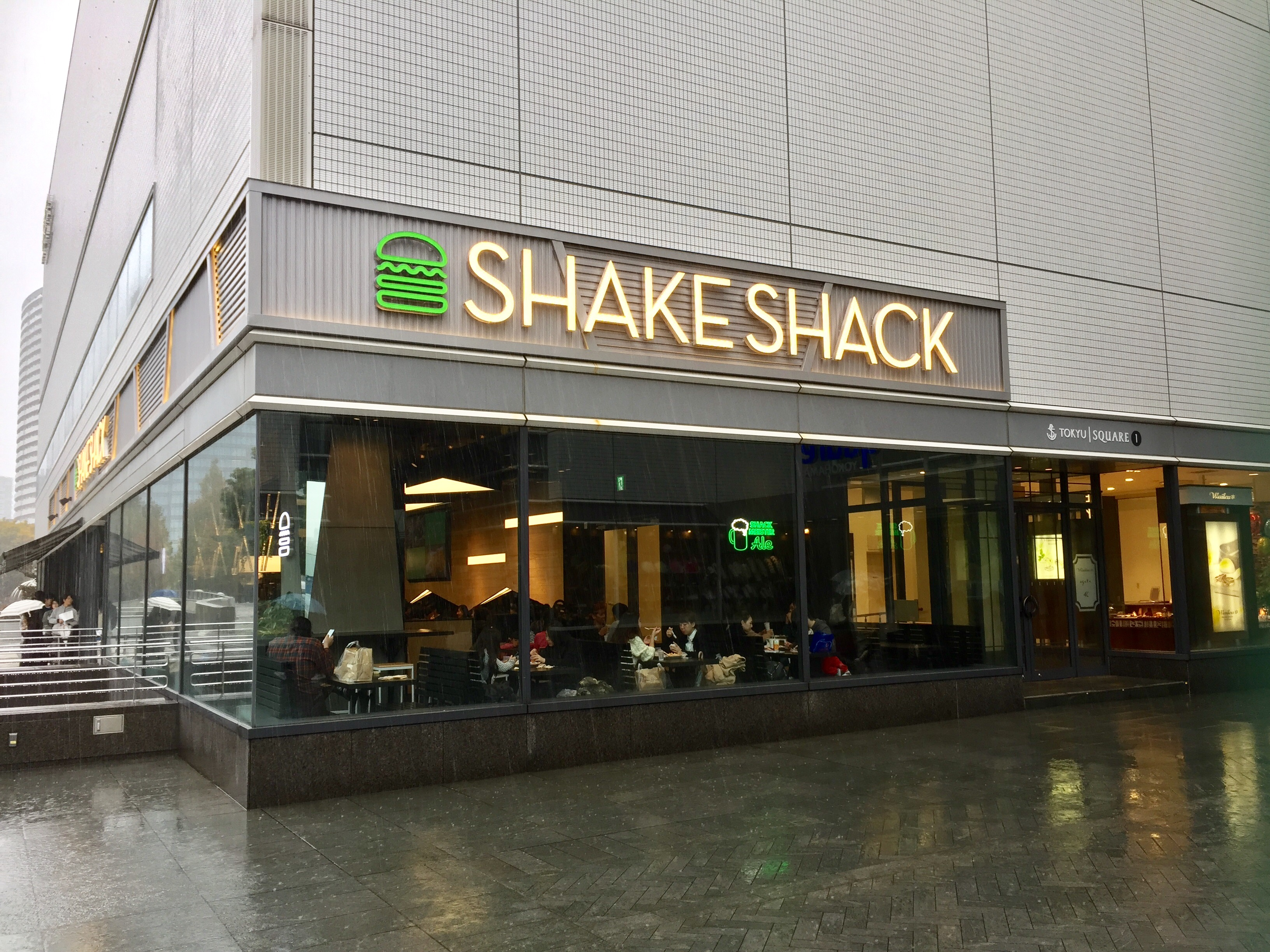
みなとみらい店
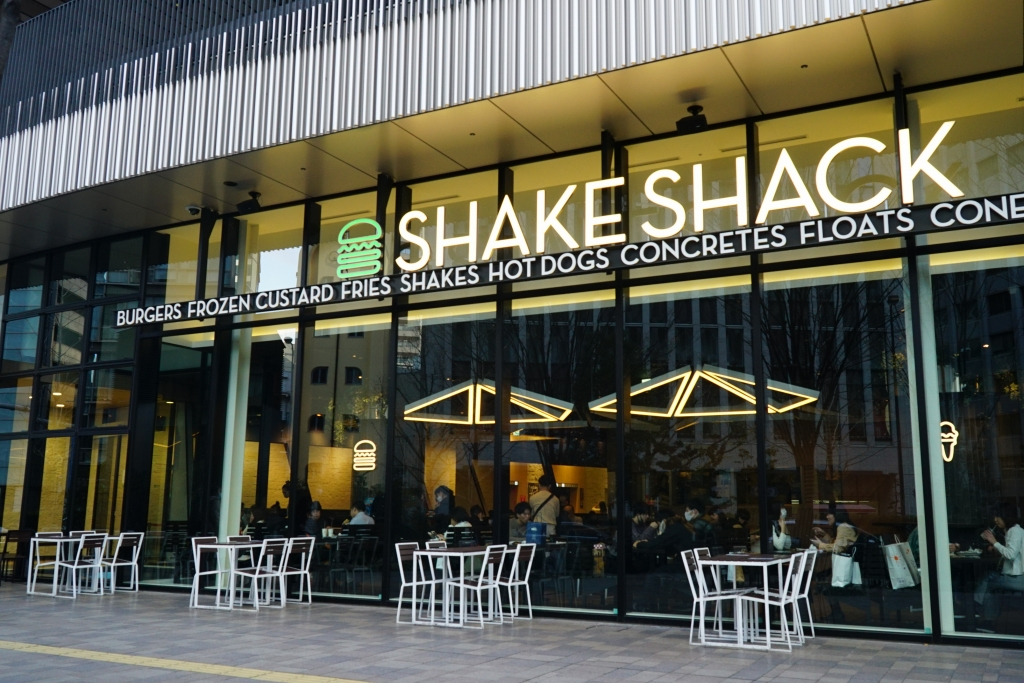
梅田阪神店